# Грабарєв Павло Петрович
Павло Петрович Грабарєв (рос. Павел Петрович Грабарев; нар. 1918 — пом. ?) — радянський футболіст та гравець у хокей з м'ячем. До Другої світової війни виступав за харківські команди, виїхав із міста з відходом німецько-італійських військ, 1944 року виступав за «Вартру» Дрогобич. Після війни опинився в Італії, грав у Серії А за «Венецію». Перший футболіст із Радянського Союзу, який грав у Серії A (Михайло Ромм 1913 року грав за «Фіренце», одного з предків «Фіорентини» ще до створення Серії А, але представляв Російську імперію).

## Життєпис
Слюсар за професією. Почав грати у футбол 1933 року в харківській дитячій команді «Металіст». Із 1935 року — в команді «Серп і Молот» (1937 року перейменована на «Сільмаш»). У команді майстрі дебютував 1937 року, коли «Сільмаш» виступав у групі «В» (третя за класом ліга). 1938 року групу «А» значно розширили (до 26 команд) й до неї потрапив і «Сільмаш», який посів 15-е місце. 1938 року виступав за збірну Харкова.
Найрезультативнішим для нападника став 1939 рік, коли Грабарєв забив 9 м'ячів у групі «Б». На початку 1941 року проведено чергову футбольну реформу, ліквідувавши нижчі всесоюзні ліги, а команди-учасниці додавши в республіканські турніри. У цей час Грабарєв перейшов до «Спартака» (Харків), який 1941 року єдиний із харківських команд виступав у групі «А» СРСР. До початку німецько-радянської війни встиг зіграти 2 матчі.
Також у довоєнні роки Павло Грабарєв грав у хокей з м'ячем. Він був одним з провідних гравців «Сільмашу», у складі якого тричі ставав чемпіоном УРСР та один раз перемагав у розіграші кубку.
Під час війни жив у Харкові, а 1943 року виїхав із міста разом із відходом окупаційних військ. 1944 року виступав за «Ватру» Дрогобич під прізвищем «Грабар». Після війни опинився в Італії під іменем «Марчелло Ґрабар», грав у Серії А за «Венецію» в сезоні 1945/46.

## Досягнення
Хокей з м'ячем
- Чемпіон УРСР: 1937, 1939, 1940.
- Володар Кубку УРСР: 1940.